# 18100 Lebreton
18100 Lebreton (2000 LE28) là một tiểu hành tinh vành đai chính.